# Дослідження Місяця

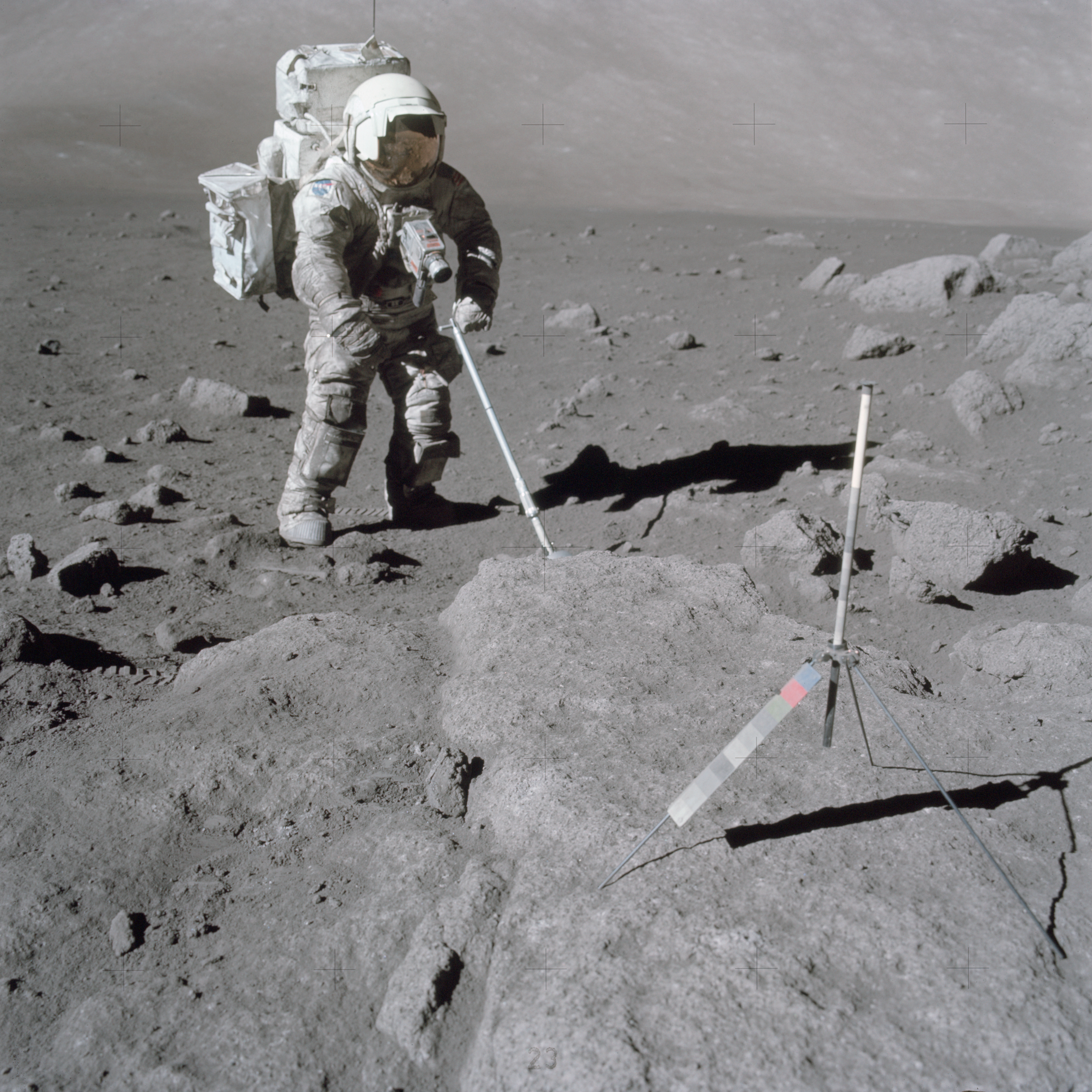
Астронавт-геолог Гаррісон Шмітт збирає зразки місячних порід у ході експедиції «Аполлон-17» (12 грудня 1972)

Дослі́дження Мі́сяця — комплекс заходів, що проводять за допомогою спостережень із Землі та з орбітальних космічних апаратів, а також безпосередньо на його поверхні (як автоматичними апаратами, так і пілотованими експедиціями).

## Історія

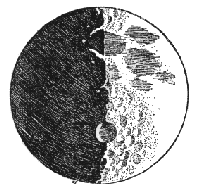
Схематичний малюнок Місяця, зроблений Галілео Галілеєм (1610)

До появи космічних апаратів єдиним методом досліджень були спостереження з Землі. Великим кроком уперед став винахід Галілеєм телескопа 1609 року. Галілей вперше поглянув у телескоп на Місяць і побачив там гори і кратери.
Дослідження Місяця космічними апаратами почалось 13 вересня 1959 року зіткненням автоматичної станції Луна-2 з поверхнею нашого супутника.
З початком космічної гонки поміж СРСР і США впродовж холодної війни Місяць був у центрі космічних програм цих держав. На думку США, перша висадка людини на Місяць (1969 рік) була кульмінацією місячної гонки. З іншого боку, багато значних наукових досягнень Радянський Союз досяг раніше за США. Наприклад, перші фотографії зворотного боку Місяця були отримані радянським апаратом Луна-3 1959 року.
Винахід телескопів дав змогу розрізняти дрібніші деталі рельєфу Місяця. Перші відносно якісні карти Місяця склали Міхаель ван Лангрен (1645), Ян Гевелій (1647) та Джованні Річчолі (1651). Вони ж заклали основу сучасної номенклатури деталей його поверхні. Їхні наступники завдяки вдосконаленню телескопів складали все кращі карти.
На початку 1960-х років Джон Кеннеді оголосив, що висадка людини на Місяць відбудеться до 1970 року. Для підготовки до пілотованого польоту NASA виконало кілька космічних програм: «Рейнджер» — фотографування поверхні, «Сервеєр» (1966—1968) — м'яка посадка і знімання місцевості та «Лунар орбітер» (1966—1967) — детальне зображення поверхні Місяця.

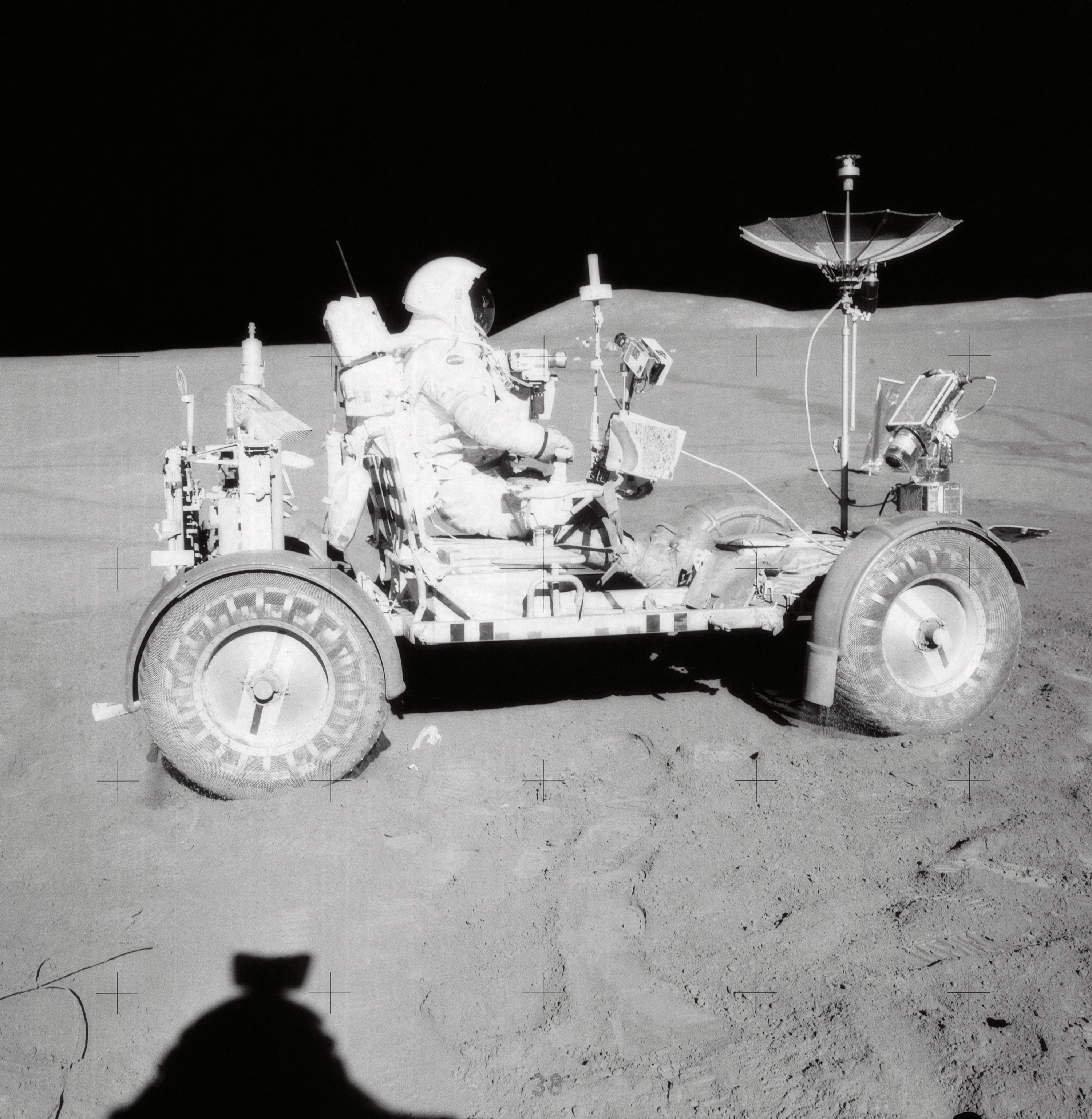
Місія «Аполлон-15». Місячний ровер.

Програма пілотованого польоту на Місяць називалася «Аполлон». Місяць — єдине позаземне тіло, на якому побувала людина. Перша посадка відбулася 20 липня 1969 року; остання — у грудні 1972 року. Місяць став першим небесним тілом, зразки якого були доставлені на Землю.
СРСР надіслав на Місяць два радіокеровані самохідні апарати — «Луноход-1» у листопаді 1970 року і «Луноход-2» у січні 1973 року.
Після закінчення радянської космічної програми «Луна» і американської «Аполлон» дослідження Місяця за допомогою космічних апаратів було практично припинено.
На початку XXI ст. КНР оприлюднила власну програму освоєння Місяця, що передбачає, крім доправлення місяцеходу (2011 року) і надсилання ґрунту на Землю (2012), ще й будівництво населених місячних баз (2030). Вважається, що це змусило інші космічні держави знову розгорнути місячні програми. Наприклад, ЄКА 28 вересня 2003 року запустило свій перший місячний зонд «Смарт-1», а Джордж Буш 14 січня 2004 року оголосив, що до планів США входить створення нових пілотованих космічних кораблів, здатних доправляти людей на Місяць, з метою закласти до 2020 року перші місячні бази.
Сьогодні дослідникам доступно 382 кг місячного ґрунту, зібраного під час здійснення проєкту «Аполлон» (1969—1972) і близько 300 г ґрунту, доправленого радянськими автоматичними станціями «Луна-16», «Луна-20» і «Луна-24». Цей ґрунт складається з приблизно 2200 різних зразків з дев'яти точок Місяця. Близько 45 кг зразків NASA безкоштовно передало до низки науково-дослідних організацій у США та інших країнах. Зразки для дослідження може отримати будь-яка наукова установа, що складе обґрунтовану заявку.
На початку XXI ст. програми дослідження Місяця пожвавилися. Про свої плани створити орбітальну навколомісячну станцію оголосили кілька країн, зокрема США, КНР, Індія, Російська Федерація, Японія. Міжнародний космічний консорціум планував зробити це до 2010 р. Фахівці прогнозували, що 2012 року настане час масового запуску автоматизованих місяцеходів, а до 2015 р. буде створено докладну карту корисних копалин Місяця[джерело?].
У грудні 2018 року компанія SpaceX повідомила, що планує відправити туристичну місію навколо нашого природного супутника, а NASA розробляє Exploration Mission 1 на 2019–2020 роки. У 2020-х роках планується послати на Місяць пілотовану експедицію Exploration Mission 2 і розпочати будівництво населеної місячної бази, яка буде не лише освоювати Місяць, але і забезпечуватиме полегшення польотів на Марс та інші планети Сонячної системи.
У 2019 році повідомлено, що українське конструкторське бюро (КБ) «Південне» розробило концептуальний проєкт сімейства місячних посадкових апаратів, що перелітають з точки в точку на поверхні супутника Землі. Такі апарати дадуть можливість більш детально вивчати поверхню Місяця і можуть бути використані для пошуку корисних копалин.
У 2020 році повідомлено, що Об'єднані Арабські Емірати планують запустити безпілотник-місяцехід на Місяць у 2024 році. Місяцехід розробляють у дубайському космічному центрі Мохаммеда бін Рашида (MBRSC).
27 березня 2023 року, дослідники з Китайської академії наук, після вивчення зразків місячної породи, зібраних китайським ровером під час місії «Чан’е-5» (Chang’e 5) у 2020 році, повідомили про присутність ударних скляних кульок в місячному ґрунті. Всього в зразках було виявлено 32 крихітні гранули, в кожній з яких було до 0,002 г рідини. Відповідно, як було заявлено вченими, на супутнику Землі можуть бути мільярди або навіть трильйони таких частинок, у яких за найскромнішими підрахунками зберігається до 297,6 млрд тонн води.
18 липня 2023 року, на науковому форумі, NASA презентувало чотириколісний всюдихід під назвою VIPER, який шукатиме сліди льоду на полюсах Місяця для створення з нього власного ракетного палива та повітря для дихання астронавтів. Зазначається, що всюдихід під назвою VIPER відрізняється від своїх попередників, за допомогою яких NASA досліджує Марс, тим, що він створений для потрапляння в темні кратери, куди сонячне світло не проникало мільярди років.

## Загальні характеристики Місяця
Місяць — єдиний природний супутник Землі. Він обертається навколо неї по еліптичній орбіті на середній відстані 384,4 тис. км. Місяць — перше найімовірніше місце позаземних гірничих робіт при очікуваній експансії людства в космосі.
Радіус Місяця — 1738 км (0,27 земного), а маса становить 1/81 від маси Землі. Температура на поверхні — від +120-130 °C (місячний день) до — 170 °C (місячна ніч). Сила тяжіння на поверхні Місяця вшестеро менша, ніж на Землі. Світить він відбитим сонячним світлом. Поверхня Місяця вкрита численними кратерами, переважно метеоритного походження, розмір яких  варіюється від мікроскопічних ямок до велетенських басейнів діаметром у сотні км (найбільший — басейн Південний полюс — Ейткен — розміром 2400 км). Кратерів діаметром понад 1 км на видимій частині Місяця — 300 тис., а на всьому Місяці — понад мільйон.
На Місяці є великі рівнини, вкриті темною застиглою лавою — так звані місячні моря. Вони розташовані переважно в низинах, молодші за іншу поверхню супутника і вкривають приблизно 25 % його поверхні (на оберненій до Землі півкулі — приблизно 40 %). Решта поверхні називається материковою. Це світлі місцевості, переважно більшої висоти, сильно поцятковані кратерами. Зворотний бік Місяця є майже суцільним материком.
Місячні гориспермам — це краї великих кратерів, часто поруйновані повторними метеоритними ударами. Найбільші вершини місячних гір підносяться над навколишньою місцевістю майже на 9 км.
Місячний ґрунт (реголіт) є дрібнозернистим уламково-пиловим матеріалом.

## Дотелескопічне спостереження (до 1609)
Існує думка, що найдавніші наскельні малюнки із зображеннями биків і геометричних фігур в печері на острові Борнео, віком до 40 000 років тому та на території Європи, віком до 37 000 років тому, інтерпретуються деякими дослідниками як візерунки зір і Місяця. Одним із можливо найдавніших зображень карти Місяця є наскельний малюнок вигравіруваний в камені під назвою Ортостат 47 у Науті, Ірландія, датований третім тисячоліттям до нашої ери. Найбільш ранній запис про сонячне затемнення, який можна перевірити, міститься в написі на кістці, що датується 2136 роком до нашої ери. Цей запис мав вирішальне значення для розуміння астрономічних знань і вірувань того часу. Перша письмова згадка про спостереження сонячного затемнення знайдена на глиняній табличці в стародавньому місті Угарит і датується 1223 роком до нашої ери.
Розуміння місячних циклів є раннім етапом розвитку астрономії: з VIII століття до н. е. вавилоняни вели систематичний облік сонячних затемнень і, можливо, навіть могли досить точно передбачити їх на основі нумерологічних правил, а вже з V століття до н. е., вони відзначили сарос, період повторюваності сонячних та місячних затемнень, що становить близно 18 років.
Фізична форма Місяця та причина місячного світла також були правильно визначені на початку історії астрономії. Грецький філософ Анаксагор (бл. 500—428 до н. е.) припустив, що Сонце і Місяць є сферичними каменями і що останній відбиває світло першого. Стародавній китайський астроном Ши Шень у IV столітті до нашої ери знав про зв'язок між Місяцем та сонячними затемненнями, оскільки він надав інструкції у своїх творах, щоб передбачити їх, використовуючи відносне положення Місяця та Сонця. Крім того, Демокріт (бл. 460—370 роки до н. е.) припустив, що позначки, які спостерігаються на Місяці, є наслідком існування гір і долин.
Арістотель (384—322 до н. е.) у своїй книзі «Про небо» висуває теорію, згідно з якою Місяць позначає межу між сферами мінливих елементів (земля, вода, повітря та вогонь) і нетлінними зорями ефіру. Надмісячний світ досконалий, і тому Місяць є гладкою і незмінною сферою. Учень Аристотеля Клеарх Солесський пояснює місячні плями тим, що Місяць є полірованим дзеркалом, яке відображає земний ландшафт. Однак ця теорія була спростована спостереженням про те, що поверхня Місяця залишалася незмінною, коли він рухався перед Землею, що змусило інших вчених припустити, що плями були конденсованими парами з хмари або виходили із Землі. Ця аристотелівська концепція гладкого Місяця частково збереглася до кінця Середньовіччя і навіть залишила сліди у Персії ХІХ ст. та в європейському фольклорі ХХ ст..

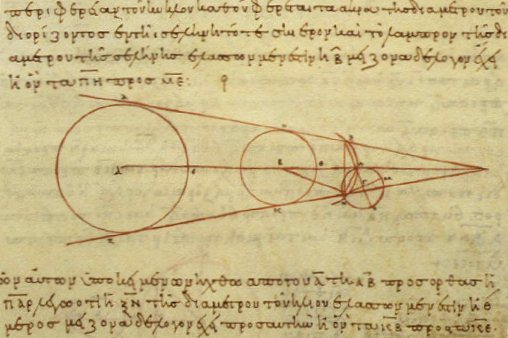
Розрахунки Аристарха щодо відносних розмірів Сонця, Землі та Місяця в книзі «Про розміри та відстані» в ІІІ ст. до н. е. (тут грецька копія з Х ст.)

Аристарх Самоський (бл. 310—230 до н. е.) у своїй праці «Про розміри та відстані Сонця і Місяця» визначив, що діаметр Місяця становить приблизно одну третину діаметра Землі та обчислив його відстань до Землі, отримавши значення відстані, що лише трохи більше ніж на 7 % більше порівняно з сучасним значенням відстані Земля-Місяць. Птолемей (бл. 87 — 165 н. е.) значно вдосконалив числа Аристарха, обчисливши середню відстань до Місяця у 59 радіусів Землі та його діаметр оцінив у 0,292 діаметра Землі, що близько до правильних значень приблизно 60 та 0,273 відповідно.
Архімед (бл. 287—212 до н. е.) спроектував планетарій, який обчислював рух Місяця та інших об'єктів Сонячної системи. Селевк із Селевкії (бл. 190—150 до н. е.) правильно дійшов висновку, що припливи і відпливи виникають через тяжіння Місяця, а їхня висота залежить від положення Місяця відносно Сонця.
Також Плутарх (бл. 46 — 120/127) у своїй збірці «Моралія» писав, що «Місяць — це небесна земля», а темні області — це западини, заповнені водою. Тому їх називають maria (латинське слово, що означає «моря» у множині), тоді як світлі високогір'я називають terrae («землі»). Ці назви, хоча й неправильні, залишаються в поточній номенклатурі.
Індійський астроном Аріабгата (476—550) у своєму творі «Аріабгатіам» правильно приписав світність Місяця і планет відбитому сонячному світлу. Астроном і фізик Ібн аль-Хайсам (965—1039) виявив, що сонячне світло не відбивається від Місяця, як дзеркало, а що світло випромінюється від кожної частини освітленої Сонцем поверхні Місяця в усіх напрямках.
Протягом Середньовіччя, до винаходу телескопа, Місяць все більше визнавали сферою, хоча багато хто вважав, що він «ідеально гладкий».

## Телескопічні дослідження (1609—1959)

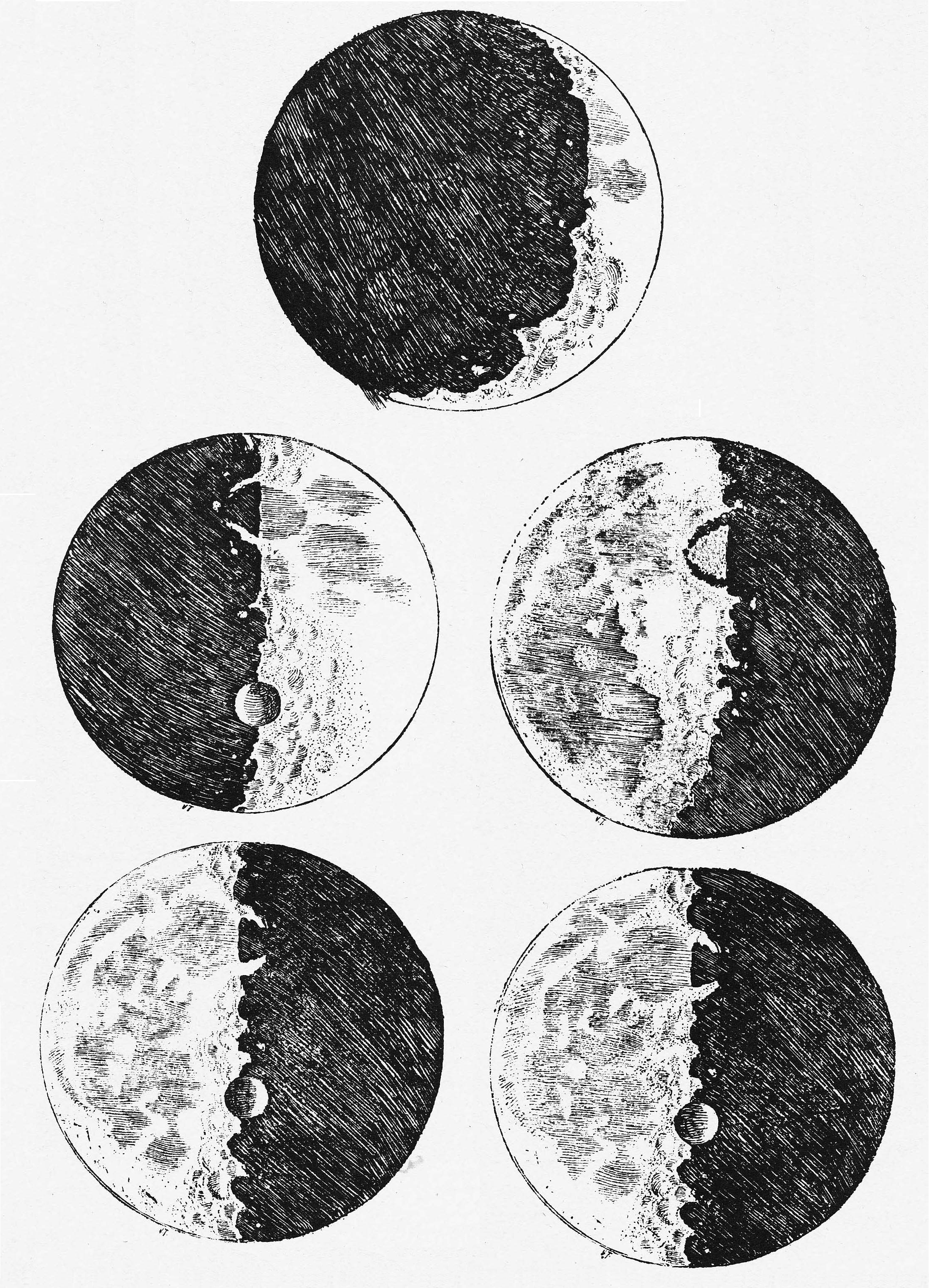
Ескізи Місяця Галілея з новаторської праці Sidereus Nuncius (1610)

Точна селенографія почалася лише в XV столітті. Єдиною відомою місячною картою, зробленою до телескопічної ери, є карта Вільяма Гілберта опублікована в 1603 році. У 1610 році Галілео Галілей опублікував у журналі Sidereus Nuncius один із перших малюнків Місяця, зроблених за допомогою інструменту — свого астрономічного телескопа  — і зазначив, що його поверхня не гладка, а має гори та кратери. Томас Герріот зробив подібні малюнки за допомогою телескопа кількома місяцями раніше, але не опублікував їх.
Тепер, коли було знято питання щодо особливості поверхні Місяця, адже астрономи визнали, що вона не є рівною, виникла потреба в картографуванні Місяця.   Перші спроби були зроблені в 1637 році. За ескізами та під керівництвом П'єра Ґассенді відомий художник і гравер Клод Меллан вигравірував три зображення Місяця: першої чверті, повного місяця та останньої чверті. Більш точну карту, зроблену на основі телескопічних спостережень, у 1645 році створив та опублікував голландський картограф Міхаель Флорань ван Лангрен. Це була перша карта, на якій було позначено моря, кратери та гори, а також присвоєно назви місячним об'єктам. Через два роки Ян Гевелій опублікував Селенографію, перший трактат і атлас, повністю присвячений Місяцю, що включав його зони лібрації. В 1651 році  Джованні Баттіста Річчолі опублікував в Almagestum novum дві місячні карти намальовані його помічником Франческо Марія Грімальді. Річчолі узагальнив попередні карти, додав деталі з нових спостережень і саме в цій праці ввів систему назв кратерів і гір на Місяці іменами стародавніх і сучасних астрономів. З кожним новим переглядом місячних карт, нова номенклатура для об’єктів входила у вжиток, іноді конкуруючи одна з одною. Частина назв, які присвоїли місячним об'єктам Ван Лангрен, Гевелій та Річчолі, використовуються і нині.
Велика чотириаркушна карта Місяця під назвою Mappa Selenographica, складена Вільгельмом Бером і Йоганном Генріхом фон Медлером, опублікована в Der Mond у 1837 році, забезпечила перше тригонометрично точне дослідження місячних характеристик. Вона включає в себе вказівку висоти понад тисячі гір з точністю, подібною до перших спроб земної географії. Крім того, автори приходять до висновку, що Місяць не має ні водної маси, ні значної атмосфери.
Усі вимірювання проводилися шляхом прямих спостережень, поки Джон Вільям Дрейпер не створив астрофотографію в березні 1840 року з дагеротипом Місяця. Якість фотографій Місяця зрештою швидко прогресувала, доки місячну фотографію не визнали наприкінці XIX століття субдисципліною астрономії.
Місячні кратери, вперше помічені Галілеєм, вважалися вулканічними, поки в 1870-х роках Річард А. Проктор не запропонував, що вони насправді були ударними кратерами, утвореними зіткненнями астероїдів або комет. Цю точку зору підтримав у 1892 році геолог з Гроув Карл Гілберт, який підтвердив цю теорію шляхом експериментів. Порівняльні дослідження цих кратерів з 1920 по 1940-ві роки привели до розробки місячної геологічної шкали часу, яка стала новою галуззю планетарної геології, яка розвивалася в 1950-х роках. Однак спостереження з Землі залишалися обмеженими лише видимою стороною Місяця, і саме завдяки дослідженню космосу знання про природний супутник розширились, наприклад, завдяки радянському космічному апарату Луна-3 у 1959 році було отримано перше зображення зворотної сторони Місяця.

## Космічна гонка (1959—1976)
Після закінчення Другої світової війни були розроблені перші системи запуску, а вже до кінця 1950-х років вони досягли такого рівня технологій, який дозволив Радянському Союзу та Сполученим Штатам запускати космічні кораблі в космос. Холодна війна зіткнула ці дві великі держави одна проти одної та призвела до стеження за розробкою систем запуску одна одної, що призвело до так званої космічної гонки та її наступної фази Місячної гонки, що збільшило зусилля та інтерес до дослідження Місяця. Космічна гонка тривала від початку радянської програми «Луна» у 1959 році до 1970-х років з останніми пілотованими місіями американської програми «Аполлон» і останньою місією на Місяць у 1976 році.

### Програма Луна

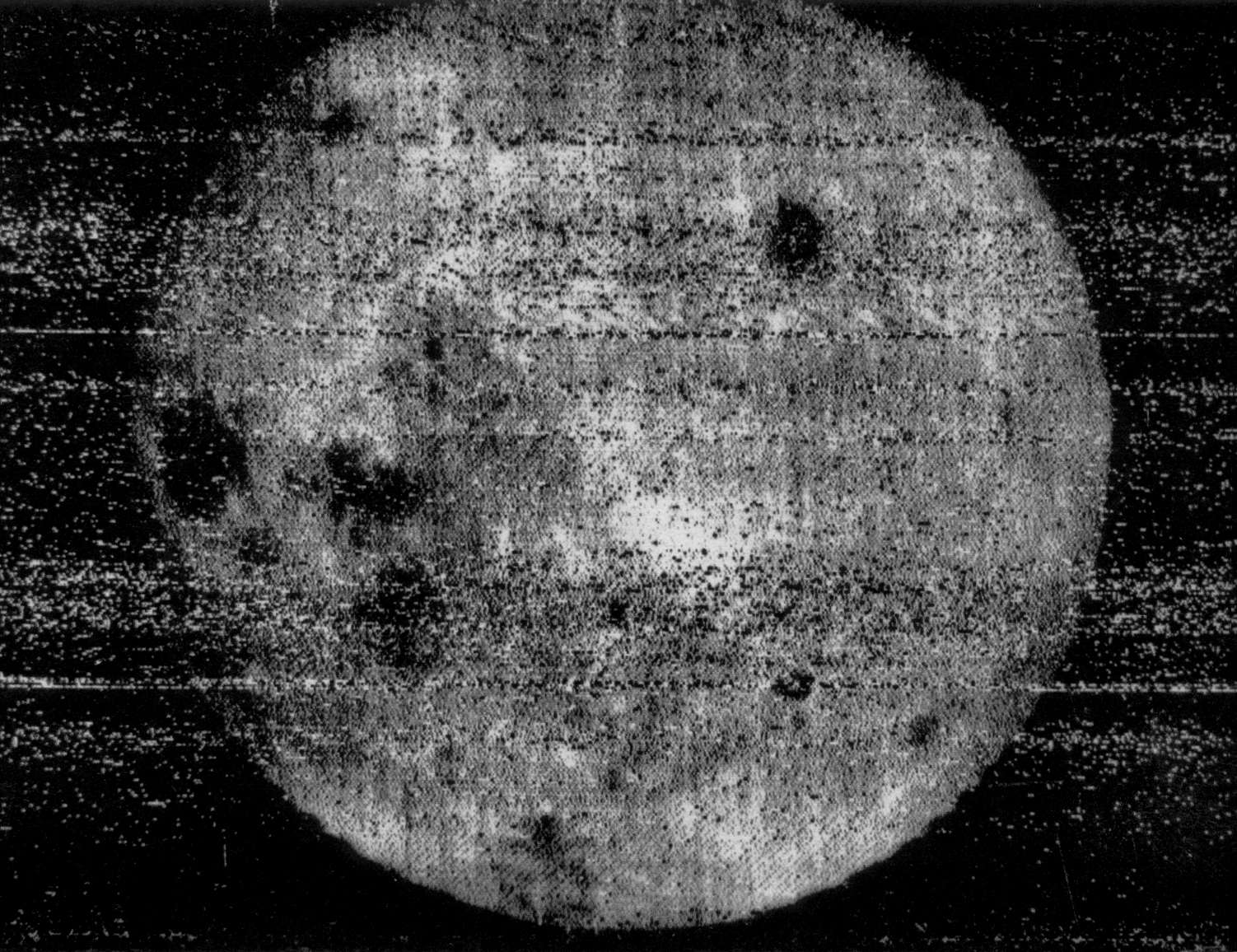
Історичне фото — перше повне зображення зворотного боку Місяця, зроблене «Луна-3» 7 жовтня 1959 року

4 жовтня 1957 року радянська міжконтинентальна балістична ракета Р-7 запустила «Супутник-1» — перший у світі штучний супутник і перший рукотворний об'єкт, виведений на орбіту Землі. Після цього першого успішного досвіду, космічні апарати радянської програми «Луна» першими досягли ряду цілей. Після трьох безіменних невдалих місій у 1958 році перший рукотворний об'єкт «Луна-1» подолав земну гравітацію та пройшов біля Місяця в 1959 році. Пізніше того ж року перший рукотворний об'єкт «Луна-2» досяг поверхні Місяця шляхом навмисного зіткнення. До кінця року «Луна-3» як перший об'єкт, створений людиною, досягла зазвичай закритої зворотної сторони Місяця, зробивши її перші фотографії. Перша карта місячної поверхні створена за допомогою фотографій, була створена завдяки зображенням отриманим радянським «Зонд-3» 18 липня 1965 року, що охоплюють площу поверхні в 19 мільйонів квадратних кілометрів і посприяли розвитку селенографії.
Потім у 1960-х радянські інженери перейшли від апаратів, здатних лише пролетіти над Місяцем або розбитися на ньому, до посадкових апаратів. В результаті, першим космічним кораблем, який здійснив успішну м'яку посадку на Місяць та повернув фотографії місячної поверхні, був «Луна-9» 3 лютого 1966 року. А першим зондом, виведеним на орбіту навколо Місяця, був «Луна-10» в квітні 1966 році.
17 листопада 1970 року, самохідний апарат «Луноход-1», транспортований «Луною-17», став першим роботизованим транспортним засобом, який досліджував його поверхню. Через три роки місяцехід «Луноход-2» на борту «Луни-21» став першою машиною, яка подолала майже марафонську дистанцію в 37 км на іншому небесному тілі.
Зрештою, СРСР розробив три пробні місії повернення на Місяць, які дозволили доставити на Землю 0,3 кг місячного каміння: «Луна-16» у 1970 році, «Луна-20» у 1972 році та «Луна-24» у 1976 році. Остання є останньою радянською місією на Місяць.

### Програма Аполлон

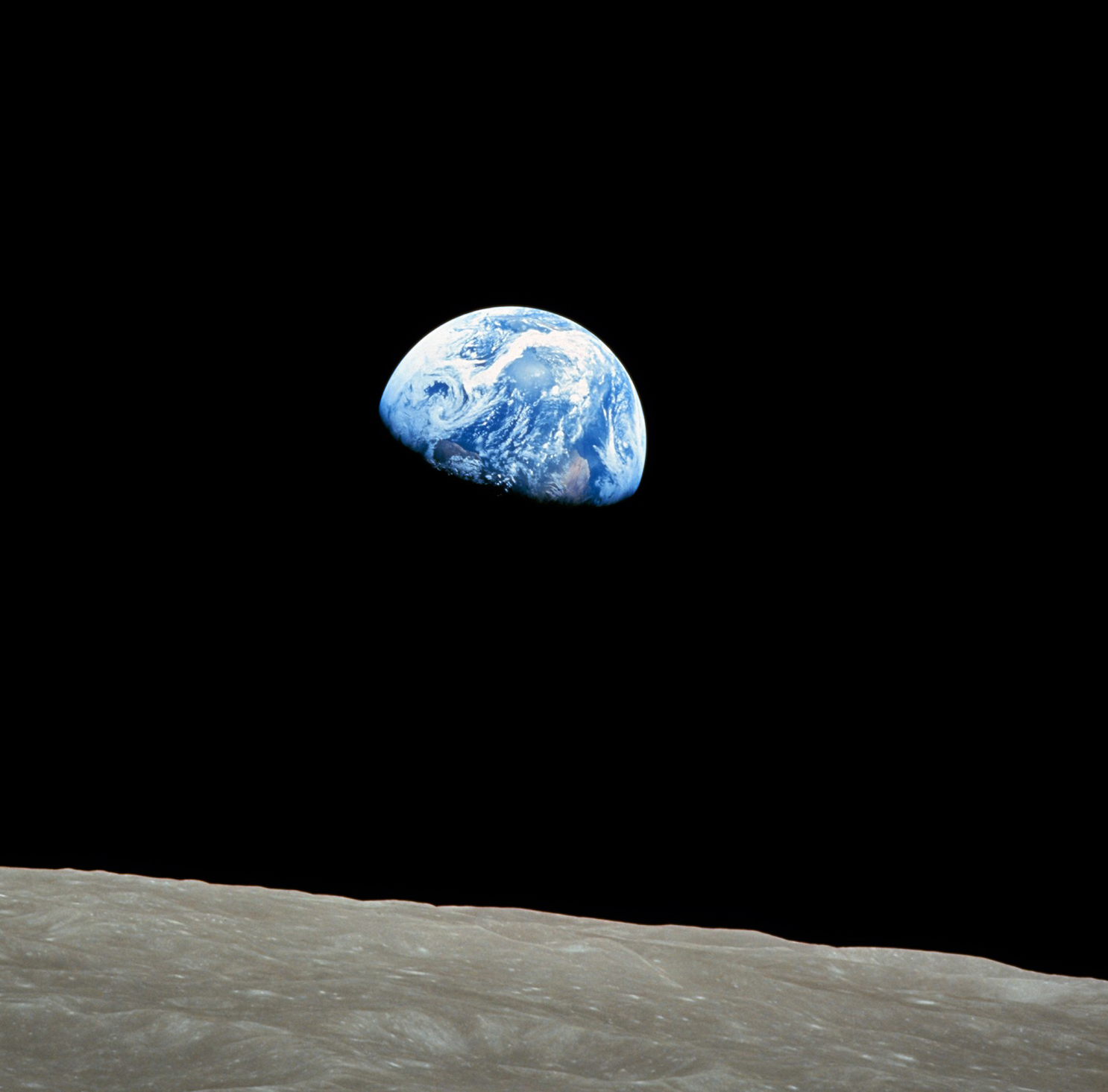
Схід Землі, перше кольорове зображення Землі, зроблене людиною з Місяця, під час Аполлона-8 (1968), коли вперше космічний корабель з екіпажем залишив орбіту Землі та досяг іншого астрономічного тіла

Американська космічна програма спочатку була довірена армії, а потім була значною мірою передана цивільному агентству НАСА.
У США гонка на Місяць була офіційно започаткована 25 травня 1961 року президентом Джоном Кеннеді під час виступу перед американським Конгресом, через 43 дні після орбітального польоту Юрія Гагаріна та через 20 днів після суборбітального польоту Алана Шепарда. А також як результат, знаменитої промови Джоном Кеннеді «Ми вибираємо побувати на Місяці» у 1962 році, було запущено різні космічні програми з обіцянкою, що американець побуває на Місяці до кінця десятиліття. Для покращення розуміння місячної поверхні в рамках підготовки до людських місій була розроблена серія безекіпажних зондів: програма Рейнджер створила перші фотографії супутника великим планом, програма Лунар Орбітер склала карту всього Місяця і програма Сервеєр здійснила м'яку посадку на поверхню Місяця. Паралельно розроблялася програма «Аполлон» з екіпажем.
Після серії випробувань космічного корабля «Аполлон» на навколоземній орбіті без екіпажу та з екіпажем, а також підштовхнутих можливою радянською висадкою людини на Місяць, у 1968 році «Аполлон-8» здійснив першу місію людини на місячну орбіту. В результаті чого, члени його екіпажу (Френк Борман, Джеймс Ловелл і Вільям Андерс) стали першими людьми, які безпосередньо побачили приховану сторону Місяця.

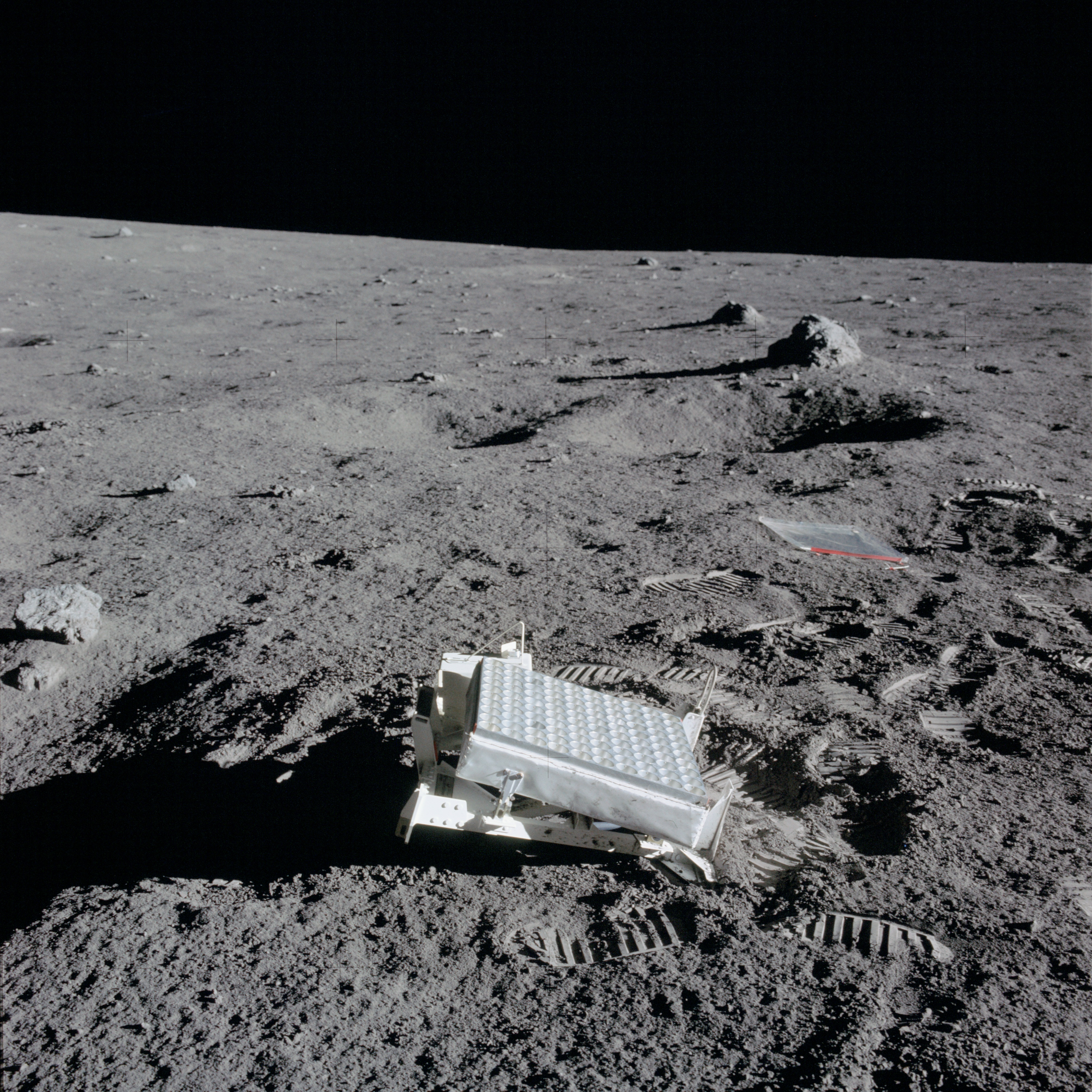
Лазерний ретрорефлектор, який астронавти Аполлона-14 розгорнули на Місяці

Посадка «Аполлон-11» 21 липня 1969 року вважається кульмінацією космічної гонки між США та СРСР під час холодної війни. О 02:56 UTC першою людиною, яка ступила на Місяць, був Ніл Армстронг, командир місії, а за ним Базз Олдрін. Близько 500 мільйонів людей у всьому світі дивилися передачу телевізійної камери Aполлона, найбільша телевізійна аудиторія для прямої трансляції на той час. У той самий момент інша місія, роботизована місія повернення зразків «Луна-15» Радянського Союзу, теж була на орбіті навколо Місяця, ставши разом з «Аполлоном-11» першим випадком двох позаземних місій, які проводилися одночасно.
Місії «Аполлон» з 11 по 17 (крім «Аполлона-13», який перервав заплановану посадку на Місяць) повернули 382 кілограми місячної породи та ґрунту в 2196 окремих зразках. Під час усіх посадок Аполлона на поверхні Місяця були встановлені пакети наукових приладів. На місцях посадки Аполлона 12, 14, 15, 16 і 17 були встановлені довгострокові приладові станції, включаючи зонди теплового потоку, сейсмографи та магнітометри. Пряма передача даних на Землю була припинена наприкінці 1977 року через бюджетні обмеження, але оскільки ретрорефлекторні решітки, які дозволяють проводити лазерні вимірюванням дальності є пасивними інструментами, то вони використовуються й до тепер. Аполлон-17 у 1972 році залишається останньою місією екіпажу на Місяць.
Загалом у ХХ столітті і до наших днів 24 астронавти побували на навколомісячній орбіті і 12 з них ходили по поверхні Місяця, усі — в рамках програми «Аполлон».

## Договір про Місяць і відсутність дослідження (1976—1990)
Після останньої радянської місії на Місяць у 1976 році настала майже чотирнадцятирічна місячна тиша. Астронавтика перемістила свою увагу на дослідження внутрішніх (наприклад, програма «Венера») і зовнішніх (наприклад, «Піонер-10», 1972) планет Сонячної системи, а також на навколоземну орбіту, розробляючи та відправляючи на неї, окрім супутників зв'язку, супутники спостереження Землі (наприклад, програма «Landsat», 1972), космічні телескопи і, зокрема, космічні станції (наприклад, програма «Салют», 1971).
До 1979 року Угода про Місяць, ратифікована кількома сторонами в 1984 році, була майже єдиною великою діяльністю щодо Місяця до 1990 року.

## Дослідження XXI століття
На початку XXI ст. КНР опублікувала свою програму освоєння Місяця, що включає крім доставки місяцеходу (друга половина 2013 року) і відправки ґрунту на Землю (2017), зокрема будівництво населених місячних баз (2030). Вважається, що це змусило інші космічні держави знову розгорнути місячні програми.

### 2003
28 вересня Європейське космічне агентство запустило перший місячний зонд «Смарт-1», а США в 2004 році оголосили плани створення нових пілотованих космічних кораблів, здатних доставити людей на Місяць, щоб закласти до 2020 перші місячні бази. Про подібні плани оголосила і Російська Федерація. Спостерігається тенденція до скорочення заявлених термінів початку реалізації проєктів до 2012—2015. На 2016 р. Росія практично припинила свою місячну програму досліджень.

### 2014
23 жовтня КНР запустила до Місяця місію «Чан’є 5Т1». Довгий час, невідомий об’єкт, який став об’єктом зіткнення зі зворотним боком Місяця у березні 2022 року та отримав назву WE0913A, виявився фрагментом китайської ракети-носія «Long March». Спочатку його помилково вважали за частину ракети SpaceX Falcon 9, але подальший аналіз завдяки спостереженням вчених та ретельних досліджень траєкторії об’єкта вченими з Університету Аризони, Каліфорнійського технологічного інституту, проєкту «Плутон» та Інституту планетарних наук, чітко вказали, що WE0913A є частиною корпусу китайської ракети. Крім того, дослідники виявили ознаки того, що ця покинута частина ракети несла «нерозкрите додаткове корисне навантаження».

### 2015
30 грудня було оголошено про плани Південної Кореї. У 2016 році планується запуск проєкту з дослідження Місяця. Посадка апарата на поверхню супутника планується в 2020 році. Перший етап проєкту — з 2016 по 2018. Він буде включати проведення попередніх досліджень і відправку на Місяць супутника. Вартість першого етапу проєкту оцінюється в 197,8 млрд вон (169 млн $). Південна Корея також планує створення власних наземної і космічної станцій, не виключаючи кооперації з космічними агентствами інших країн, включаючи NASA. Друга частина проєкту передбачає запуск Південною Кореєю власної ракети-носія з апаратом, який планується посадити на поверхню Місяця.

### 2019
У 2019 році було повідомлено, що українське конструкторське бюро (КБ) «Південне» розробило концептуальний проєкт сімейства місячних посадкових апаратів, що перелітають з точки в точку на поверхні супутника Землі. Такі апарати дадуть можливість більш детально вивчати поверхню Місяця і можуть бути використані для пошуку корисних копалин.

### 2020
З 23 листопада по 16 грудня відбулася китайська місія з дослідження Місяця, яка мала за мету доправити на Землю не менше 2 кг реголіту і зразків порід. Як і чотири попередні місії, вона була названа на честь китайської богині Місяця Чан’е (Chang’e). Це була перша місія з доставки зразків з Місяця, починаючи з 1976 року (Луна-24). 16 грудня 2020 року капсула з 1,731 кг зразків успішно приземлилась у Внутрішній Монголії. Вже 27 березня 2023 року, дослідники з Китайської академії наук, після вивчення зразків місячної породи, зібраних китайським ровером під час місії «Чан’е-5» (Chang’e 5) у 2020 році, повідомили про присутність ударних скляних кульок в місячному ґрунті. Всього в зразках було виявлено 32 крихітні гранули, в кожній з яких було до 0,002 грама рідини. Відповідно, як було заявлено вченими, на супутнику Землі можуть бути мільярди або навіть трильйони таких частинок, у яких за найскромнішими підрахунками зберігається до 297,6 мільярдів тонн води.

### 2023
18 липня на науковому форумі NASA презентувало чотириколісний всюдихід під назвою VIPER, який шукатиме сліди льоду на полюсах Місяця для створення з нього власного ракетного палива та повітря для астронавтів. Зазначається, що всюдихід під назвою VIPER відрізняється від своїх попередників, за допомогою яких NASA досліджує Марс, тим, що він створений для потрапляння в темні кратери, куди сонячне світло не проникало мільярди років.
15 листопада дослідники Військово-морської науково-дослідної лабораторії США виявили в місячних зразках сонячно-вітряний водень, що вказує на те, що на Місяці може існувати життя. За словами науковців, в дослідженні, яке було опубліковане в журналі Communications Earth & Environment, вода на поверхні Місяця може стати життєво важливим ресурсом для майбутніх місячних баз і далеких космічних досліджень.

### 2024
19 січня розумний посадковий апарат для дослідження Місяця SLIM, розроблений Агентством аерокосмічних досліджень Японії (JAXA) здійснив успішну посадку на поверхню Місяця. Згідно перших висновків фахівців японського космічного агентства JAXA, SLIM все-таки випустив на Місяць два місяцеходи, але, імовірно, перевернувся при посадці, тому не взмозі отримувати енергію від сонячного світла за допомогою сонячних панелей апарата.
У лютому, в ході місії IM-1 компанії Intuitive Machines, в південний полярний регіон Місяця в рамках ініціативи NASA відправиться Commercial Lunar Payload Services (CLPS). На борту посадкового модуля IM-1 Nova-C, на Місяць буде доправлений прилад Radiowave Observation at the Lunar Surface of the photo-Electron Sheath (ROLSES), який призначений для вивчення динамічного радіоенергетичного середовища поблизу поверхні Місяця. ROLSES призначений для спостереження за середовищем поверхні Місяця на радіочастотах, щоб визначити, як природна та антропогенна діяльність поблизу поверхні супутника Землі взаємодіє та може заважати науковим дослідженням, які там проводяться.
2 червня, о 06:09 (за пекінським часом), відповідно повідомлення Китайського національного космічного управління, китайський місячний зонд «Чан’е-6» (Chang'e-6) здійснив успішну посадку в ударному кратері Аполлон на зворотному боці Місяця. 25 червня 2024 року місячний зонд «Чан’е-6» (Chang’e-6) зі зразками породи з поверхні зворотного боку Місяця, успішно приземлився у визначеній посадковій зоні автономного району Внутрішня Монголія на півночі Китаю. Після кількох гальмівних маневрів та уповільнення швидкості спуску, на висоті 10 км над землею розкрився парашут і о 14:07 капсула точно та плавно приземлилась у визначеному районі, де її знайшла пошукова група. Найближчим часом її доправлять до Пекіна, де відкриють та передадуть місячні зразки групі вчених для подальшого зберігання, аналізу і вивчення.
У серпні транснаціональна нафтогазова монополія Великої Британії British Petroleum (BP) уклала угоду з NASA щодо використання технології буріння свердловин для дослідження Місяця. Йдеться не про пошук запасів нафти чи газу, а про обмін технологіями та досвідом для пошуку води на природному супутнику Землі та виробництва енергії в екстремальних умовах.
У 2024 році в NASA запланували запуск місії Lunar Trailblazer, яка має на меті картографувати та аналізувати запаси води на Місяці, зосередившись на постійно затінених районах, де може знаходитися давній лід. Лабораторія реактивного руху NASA (JPL) у партнерстві з Каліфорнійським технологічним інститутом керує місією Lunar Trailblazer, яка використовуватиме два основні інструменти для виявлення запасів води на Місяці: високоточний мапер води та мапер температури поверхні Місяця. 

### 2025
15 січня ракета-носій Falcon 9 від компанії SpaceX успішно вивела на орбіту місячний посадковий модуль Blue Ghost, розроблений компанією Firefly Aerospace. Запуск відбувся на стартовому майданчику 39A Космічного центру імені Кеннеді у Флориді в рамках ініціативи NASA CLPS (Commercial Lunar Payload Services). Ця місія є частиною програми Artemis, спрямованої на розширення досліджень Місяця. 2 березня, о 08:34 UTC, місячний посадковий модуль Blue Ghost здійснив успішну посадку на поверхню Місяця в районі моря Криз.
На початку лютого, як повідомлялося на сторінках Interesting Engineering, Китайська академія космічних технологій завершила розробку та готується відправити в 2026 році летючий робот-детектор для пошуку води на Південному полюсі Місяця у рамках місії «Чан’е-7» (Chang’e-7). Ця місія є ключовим етапом перед амбітною метою висадки людей на супутник Землі до 2030 року.
27 лютого ракета-носій Falcon 9 від компанії SpaceX стартувала з науковим модулем Athena від приватної компанії Intuitive Machines. Згідно повідомлення порталу Space.com, модуль призначений для пошуку сировини та води на Місяці. Апарат оснащений буром, який може проникати під поверхню природного супутника Землі на глибину до 1 м. На його борту знаходиться дрон Gracie, здатний долати складний рельєф, він буде проводити зйомку поверхні Місяця та досліджувати кратери. Також модуль доставить на Місяць невеликий ровер MAPP (Mobile Autonomous Prospecting Platform), який призначений для автономної роботи з картографування супутника. Посадка Athena в районі Південного полюса Місяця запланована на 6 березня, о 12:32 за східним часом (17:32 за Гринвічем). Однак, модуль Athena зіткнувся з глобальною проблемою — він приземлився на Місяць, але перекинувся, завершивши свою 10-денну місію передчасно.
Наприкінці лютого, космічний супутник NASA Lunar Trailblazer увійшов у завершальну передпускову фазу до старту на Falcon 9 у межах місії IM-2, щоб скласти детальні карти води на Місяці. Згідно повідомлення NASA, супутник Lunar Trailblazer уже прибув до Флориди (США) та пройшов інтеграцію з ракетою SpaceX Falcon 9. Його доставили з Lockheed Martin Space (Літтлтон, штат Колорадо), аби згодом запустити разом з місією IM-2 компанії Intuitive Machines — ініціативою NASA в межах програми Commercial Lunar Payload Services (CLPS). Запуск космічного супутника NASA Lunar Trailblazer заплановано не раніше ніж 26 лютого з майданчика 39A Космічного центру імені Кеннеді. Запуск Lunar Trailblazer відбувся 26 лютого 2025 року за допомогою ракети SpaceX Falcon 9, однак вже 27 лютого команда втратила з ним зв’язок. 31 липня 2025 року NASA офіційно оголосило про завершення місії Lunar Trailblazer.
На початку квітня американська компанія Lunar Outpost представила на симпозіумі «Space Symposium 2025» у Колорадо-Спрінгс новий місяцехід під назвою Eagle, який буде застосовано для екіпажів місій програми Artemis. Модель створена з урахуванням вимог NASA та зворотного зв’язку від восьми астронавтів, які проходили випробування у повному скафандрі. Eagle має футуристичний дизайн з металевим покриттям і синьою LED-підсвіткою, проте головні його переваги — у функціональності.
14 квітня Агентство передових оборонних дослідницьких проєктів США (DARPA) оголосило про початок програми LASSO (Lunar Assay via Small Satellite Orbiter) з будівництва космічних апаратів для виходу на орбіту Місяця та пошуку води. Наразі орбітальні апарати навколо Місяця зазвичай пролітають щонайменше на висоті 100 км (62 милі) над поверхнею Місяця, відповідно DARPA пропонує, щоб космічний апарат LASSO обертався навколо Місяця на висоті всього 6,2 милі (10 км). Низька орбіта, на переконання DARPA, допоможе космічному апарату знаходити ділянки на поверхні Місяця з концентрацією води понад 5 % на ділянках площею 1,5 кв. милі (4 км²) або менше.
6 травня, о 20:41 (за київським часом), японська приватна компанія ispace повідомила, що її посадковий модуль RESILIENCE успішно вийшов на місячну орбіту. Інженери виконали складний орбітальний маневр із Центру управління польотами в Токіо. Тепер апарат стабільно перебуває на запланованій навколомісячній орбіті. Посадка RESILIENCE на поверхню супутника Землі запланована не раніше 5 червня 2025 року.

## Список безпілотних апаратів, що досягли Місяця
| Апарат                 | Досягнення поверхні Місяця | Примітки |
| ---------------------- | -------------------------- | --- |
| Луна-2                 | 14 вересня 1959            | Перше зіткнення з поверхнею.                                                                                           |
| Рейнджер-4             | 26 квітня 1962             | Зіткнення зі зворотним боком Місяця, не отримано фотографій поверхні.                                                  |
| Рейнджер-6             | 2 лютого 1964              | Зіткнення з поверхнею, не отримано фотографій поверхні внаслідок збою в системі живлення.                              |
| Рейнджер-7             | 31 липня 1964              | Зіткнення з поверхнею, до зіткнення передано фотозображення поверхні.                                                  |
| Рейнджер-8             | 20 лютого 1965             | Зіткнення з поверхнею, до зіткнення передано фотозображення поверхні.                                                  |
| Рейнджер-9             | 24 березня 1965            | Зіткнення з поверхнею, до зіткнення передано телевізійне зображення поверхні.                                          |
| Луна-5                 | 12 травня 1965             | Невдала спроба м'якої посадки.                                                                                         |
| Луна-7                 | 7 жовтня 1965              | Невдала спроба м'якої посадки.                                                                                         |
| Луна-8                 | 6 грудня 1965              | Невдала спроба м'якої посадки.                                                                                         |
| Луна-9                 | 9 лютого 1966              | Перша м'яка посадка на Місяць.                                                                                         |
| Сервеєр-1              | 2 червня 1966              | М'яка посадка на Місяць.                                                                                               |
| Сервеєр-2              | 23 вересня 1966            | Невдала спроба м'якої посадки.                                                                                         |
| Луна-13                | 24 грудня 1966             | М'яка посадка на Місяць. Телевізійне зображення поверхні.                                                              |
| Сервеєр-3              | 20 квітня 1967             | М'яка посадка на Місяць.                                                                                               |
| Сервеєр-4              | 17 липня 1967              | Невдала спроба м'якої посадки.                                                                                         |
| Сервеєр-5              | 11 вересня 1967            | М'яка посадка на Місяць.                                                                                               |
| Сервеєр-6              | 10 листопада 1967          | М'яка посадка на Місяць.                                                                                               |
| Сервеєр-7              | 10 січня 1968              | М'яка посадка на Місяць.                                                                                               |
| Луна-16                | 20 вересня 1970            | М'яка посадка на Місяць. Перше автоматичне взяття зразків ґрунту і доставка їх на Землю.                               |
| Луна-17                | 17 листопада 1970          | М'яка посадка на Місяць. Доставлено Луноход-1.                                                                         |
| Луноход-1              | 17 листопада 1970          | Перший автоматичний місяцехід.                                                                                         |
| Луна-20                | 21 лютого 1970             | М'яка посадка на Місяць. Автоматичне взяття зразків ґрунту і доставка їх на Землю.                                     |
| Луна-21                | 15 січня 1973              | М'яка посадка на Місяць. Доставлено Луноход-2.                                                                         |
| Луноход-2              | 15 січня 1973              | Автоматичний місяцехід.                                                                                                |
| Луна-23                | 6 листопада 1973           | М'яка посадка на Місяць. Не вдалось здійснити автоматичне взяття зразків ґрунту.                                       |
| Луна-24                | 18 серпня 1976             | М'яка посадка на Місяць. Автоматичне взяття зразків ґрунту і доставка їх на Землю.                                     |
| Чан'е-1                | 1 березня 2009             | Заплановане зіткнення з поверхнею після понад річного перебування на орбіті.                                           |
| Місячний ударний зонд  | 14 листопада 2008          | Заплановане зіткнення з поверхнею. Зонд випущений з Чандраяна-1.                                                       |
| розгінний блок Центавр | 9 жовтня 2009              | Заплановане зіткнення з поверхнею після доставки на орбіту Місяця Місячного орбітального розвідника.                   |
| LCROSS                 | 9 жовтня 2009              | Заплановане зіткнення з поверхнею після зіткнення з нею розгінного блока Центавр для дослідження складу вибитого пилу. |
| Чан'е-3                | 14 грудня 2013             | Успішна посадка на поверхню Місяця.                                                                                    |
| Чан'е-4                | 3 січня 2019               | Успішна посадка на поверхню Місяця.                                                                                    |
| Чан'е-5                | 1 грудня 2020              | Успішна посадка на поверхню Місяця.                                                                                    |
| Чандраян-3             | 23 серпня 2023             | Успішна посадка на поверхню Місяця.                                                                                    |
| SLIM                   | 19 січня 2024              | Успішна посадка на поверхню Місяця.                                                                                    |
| Чан'е-6                | 2 червня 2024              | Успішна посадка на зворотний бік Місяця.                                                                               |
| Blue Ghost             | 2 березня 2025             | Успішна посадка на поверхню Місяця в районі моря Криз.                                                                 |

## Засмічення поверхні Місяця в ході дослідження
Згідно повідомлення NASA, за весь час попередніх місій на поверхню супутника Землі, астронавти залишили після себе на Місяці 96 пакетів з власними відходами — сечею, фекаліями й навіть блювотою. З метою розв’язання цієї проблеми, NASA запустила міжнародний конкурс LunaRecycle Challenge. Його мета — знайти ефективні способи оброблення, перероблення або утилізації сміття на Місяці.

## Цікаві факти
8 січня 2024 року, вперше за більш ніж півстоліття, з мису Канаверал у Флориді (США) на Місяць було запущено важку ракету-носій Vulcan Centaur. Досягти поверхні Місяця в районі Sinus Viscositatis у межах місії Peregrine вона має 23 лютого 2024 року. У місії взяли участь 7 країн та 16 комерційних замовників. На борту ракети знаходиться посадковий місячний модуль Astrobotic Technology, наукові інструменти для досліджень, а також прах та ДНК відомих померлих людей. Так, на Місяць відправились рештки творця та деяких акторів серіалу «Зоряний шлях» та одного з астронавтів місячної місії «Аполлон», а також зразки ДНК президентів США Джона Ф. Кеннеді, Джорджа Вашингтона й Дуайта Ейзенхауера. Окрім того, на борту ракети, серед іншого вантажу, знаходиться металева пластина з прапором України.
2017 року Україна мала запустити місію «Укрселена». Основними задачами супутника мали бути комплексні дослідження місячної поверхні за допомогою радара з синтезованою апертурою зображень для глобального знімання поверхні Місяця у міліметровому діапазоні й панорамного фотополяриметра для спектрополяриметричних досліджень в УФ- і видимій ділянках спектра. Однак цю місію було скасовано.

## Інтернет-ресурси
- Lunar mission timeline [Архівовано 24 травня 2018 у Wayback Machine.] — NASA
- Recent Lunar missions — NASA
- Exploring the Moon — A history of lunar discovery from the first space probes to recent times [Архівовано 15 березня 2019 у Wayback Machine.]
- Another Hit to Hoax: Traces of Man on Lunar Surface [Архівовано 19 березня 2012 у Wayback Machine.]